# Many Faces ~다면성~
《Many Faces ~다면성~》(Many Faces - 多面性 -  )강지영의 일본 첫 번째 정규 앨범이다.

## 타이업
Radio는 본인이 출연한 NTV의 드라마 《히간바나~경시청 수사7과~》의 오프닝곡이고, 마지막 이별은 드라마의 엔딩곡이다.
첫 번째 트랙 《好きな人がいること》은  후지TV의 드라마 《좋아하는 사람이 있다는 것》 의 주제가이다. 본인이 작사에도 참여했으며, 드라마 최종회에 카메오로 출연했다.
부기우기는 MBS/TBS 드라마 《친애하는 민박님》의 주제가이다.
女子モドキ는 후지TV  드라마 《사람은 겉모습이 100%》주제가이다.

## 수록곡

### 통상반
1. 好きな人がいること (좋아하는 사람이 있다는 것)
  - 작사 : JY,  야마모토 카츠히코, 작곡 : 야마모토 카츠히코
2. 恋をしていたこと (사랑에 빠져 있었던 것)
  - 작사 : JY,  야마모토 카츠히코, 작곡 : 야마모토 카츠히코
3. このままで (이대로)
  - 작사 : JY,  야마모토 카츠히코, 작곡 : 야마모토 카츠히코 편곡 :  야마모토 카츠히코
4. 君にキスを君にハグを君に愛を (너에게 키스를 너에게 허그를 너에게 사랑을)
  - 작사 • 작곡 : O-Iive
5. フェイク (페이크)
  - 작사 : 아키 요코 작곡 : 야마모토 카츠히코 편곡 : 후쿠다 타카시
6. Come Back
  - 작사 • 작곡 : Carlos. K & 스즈키 에레카
7. 女子モドキ(여자 같지 않은 여자)
  - 작사 • 작곡 : 야마모토 카츠히코
8. Many Faces
  - 작사 • 작곡 : 야마모토 카츠히코
9. ブギウギ (부기우기)
  - 작사 • 작곡 : 쿠로사키 준
10. 大切な時間 (소중한 시간)
  - 작사 : 키요시 토모히데 ,  작곡 : 이시이 켄타로 편곡 : 시게나가 료스케
11. 最後のサヨナラ (마지막 이별)
  - 작사 • 작곡 : 야마모토 카츠히코
12. Letter
  - 작사 : JY,  작곡 : 야마모토 카츠히코 편곡 : 야마모토 카츠히코

### 한정반

#### 첫회한정반
DVD
1. Many Faces ("Many Faces"Special Movie Contents)
2. 女子モドキ (MUSIC VIDEO) ("Many Faces"Special Movie Contents)
3. 好きな人がいること (MUSIC VIDEO -Special Dance edit-) ("Many Faces"Special Movie Contents)
4. 最後のサヨナラ (MUSIC VIDEO-unveil edit-) (Original Music Videos)
5. 好きな人がいること (MUSIC VIDEO) (Original Music Videos)
6. フェイク (MUSIC VIDEO) (Original Music Videos)
7. 恋をしていたこと (MUSIC VIDEO) (Original Music Videos)

#### 한정반 수록곡
- 보너스 트랙은 영어 노래이다.
  - [보너스 트랙] Radio
  - [보너스 트랙] I'm just not into you
  - [보너스 트랙] Up In The Air